# 헝가리 이름
헝가리 이름은 성씨와 이름으로 구성된다. 헝가리인들은 일반적으로 한 개의 이름을 사용하고 있으며 일부 사람들은 가운데 이름을 포함해 하나 이상의 이름을 가지고 있다. 헝가리어에서는 일반적으로 이름을 지을 때 '이름-성 순서'로 이름을 짓는 "서양식 작명법"을 사용하지 않고 한국어, 일본어, 중국어, 베트남어, 캄보디아어, 일부 바스크 민족주의자들처럼 '성-이름 순서'로 이름을 짓는 "동양식 작명법"을 사용한다.

## 철자법
헝가리어 문자가 2024년 현재는 18세기와 19세기에 비해 단순해졌음에도 불구하고 많은 헝가리인들은 과거에 사용하던 헝가리어 문자 표기 방식대로 그들의 이름을 짓고 있다. 예를 들어 'c'는 헝가리어에서 'cz'로도 작성되며 헝가리어가 아닌 언어에서 유래한 단어들에서 주로 사용되는 q, w, x, y는 중세 귀족 가문들의 성씨들을 포함해 개편 이전 헝가리어식 이름들에서도 찾아볼 수 있다.
출신 장소를 나타내고 -i 접미사로 끝나는 성씨들은 두 가지 마무리 방식을 사용할 수 있다. 한 가지 방식은 일반적으로 사용되는 -i 접미사를 사용하는 것이고, 다른 하나는 -y 접미사를 사용하는 것이다. 두 접미사들 모두 '어떤 지역 출신', '어떤 지역의'라는 의미를 가지고 있으며 동일하게 발음된다. 예를 들어 세게드 출신 가족이 세게드의 이름을 따와 자신들의 성을 지을 경우 이들의 성은 '세게드 출신', '세게드의'를 의미하는 "세게디(헝가리어: Szegedi, Szegedy)"가 된다. -y 접미사는 일반적으로 귀족 가문의 성씨에 사용되는 접미사로 잘못 알려져 있다. 이러한 인식은 -y 접미사가 과거부터 사용되어 왔고 과거의 기록들이 주로 높은 신분을 가진 인물들의 행적을 기록하고 있기 때문에 생긴 것으로 추정된다.

## 헝가리인들의 성씨
헝가리인들은 일반적으로 '성-이름 순서'로 이름을 짓고 이름을 언급할 때 성을 먼저 언급한다. 헝가리의 성들은 재단사를 의미하는 '서보(헝가리어: Szabó)', 장인을 의미하는 '코바치(헝가리어: Kovács)', 어부를 의미하는 '헐라스(헝가리어: Halász)'처럼 조상의 직업에서 유래한 것도 있고 게르만족에서 유래한 '네메트(헝가리어:  Németh)', 크로아트인에서 유래한 '호르바트(헝가리어: Horváth)', 슬로바크인에서 유래한 '토트(헝가리어: Tóth)', 폴인에서 유래한 '렌젤(헝가리어: Lengyel)', 루마니아인에서 유래한 '올라흐(헝가리어: Oláh)', 세르브인에서 유래한 '라츠(헝가리어: Rác, Rácz, Rátz)'처럼 인종에서 기원한 성도 있다.
19세기와 20세기 초반에 유대인, 독일계, 슬라브계와 같은 헝가리 왕국 내 비헝가리인들은 헝가리어식 성을 사용하도록 강제되었다. 독일어 이름, 성을 가지고 있던 일부 사람들은 헝가리어로 변환된 이름과 성을 사용했다. 그러나 많은 독일계 헝가리인들은 '호른(헝가리어: Horn)', '데우치치(헝가리어: Deutsch)', '슈털레르(헝가리어: Staller)', '켈레르(헝가리어: Keller)', '로츠켄버우에르(헝가리어: Rockenbauer)', '호프먼(헝가리어: Hoffmann)'처럼 헝가리어화되지 않고 독일어 원형을 유지한 성을 그대로 사용했다.

## 헝가리인들의 이름
헝가리인들의 이름들은 종교와 헝가리의 역사에서 기반하고 있으며 많은 성인들과 왕족, 귀족들의 이름들이 헝가리어로 번역된 것이 이러한 이름들의 기원이 되었다.

### 두 번째 이름과 종교적 이름
헝가리인들은 여러 이름을 받는 경우들이 많지만 여러 이름들 중에서 이들이 선호하는 이름을 선택하는 경향이 있다. 세례를 받은 헝가리인 아이들은 세례명을 자신의 이름으로 추가로 가질 수 있으며 성인의 이름 외에 수호 성인의 이름과 연관된 이름을 가질 수 있다. 견진성사를 거치면 아이들은 다른 이름을 추가로 받지만 이 이름은 일상에서 사용되지 않는다. 세례와 견진성사로 받은 이름들은 단지 종교적 의미만을 가지고 있으며 공식 이름으로 취급되지 않는다.

## 결혼 후 성씨
헝가리인들은 결혼 이후 자신들의 성씨들을 다양한 방법으로 활용한다. 18세기까지 귀부인들은 결혼 후에도 자신들의 성씨를 유지했고 자녀들이 그들의 아버지의 이름을 유지해왔지만 이러한 경향은 요제프 2세의 치세에만 의무화되었다. 헝가리가 합스부르크가의 통치를 받고 서양식 전통이 헝가리에 들어오면서 헝가리 여성들은 결혼 후 남편의 이름으로 알려지기 시작했다. 예를 들어 센드레이 율리어는 페퇴피 샨도르와 결혼한 후 '페퇴피 샨도르네(헝가리어: Petőfi Sándorné)'가 되었다. 이러한 서양식 작명법은 헝가리의 법에 명시되어 있었고 1950년대까지 법적 및 관습적으로 사용되었다.
1949년 헝가리 인민공화국이 창설된 이후 헝가리 내부에서 남성과 여성의 동등한 인권에 관한 인식이 향상되었고 헝가리 여성들은 결혼 이후에 자신들의 원래 성씨를 유지하거나 남편의 성씨를 따라가는 방식을 자율적으로 선택할 수 있게 되었다. 대부분의 여성들은 후자를 택했고 예술가들은 전자를 택했다. 위에서 언급했던 '센드레이 율리어(헝가리어: Szendrey Júlia)'와 '페퇴피 샨도르(헝가리어: Petőfi Sándor)' 부부의 사례를 들을 경우 오늘날 헝가리 여성들이 결혼 후 자신의 이름을 선택할 수 있는 방식은 아래와 같다. 
- 율리어는 자신의 결혼 전 이름 '센드레이 율리어'를 결혼 후에도 그대로 사용할 수 있다.
- 율리어는 자신의 성과 이름을 버리고 남편의 이름 '페퇴피 샨도르'에 '-né' 접미사를 붙인 '페퇴피 샨도르네(헝가리어: Petőfi Sándorné)'를 자신의 새로운 이름으로 사용할 수 있다.
- 율리어는 '-né' 접미사를 남편의 성씨에 붙이고 그녀의 이름을 그 이름 뒤에 붙인 '페퇴피네 센드레이 율리어(헝가리어: Petőfiné Szendrey Júlia)'를 자신의 새로운 이름으로 사용할 수 있다.
- 율리어는 '-né' 접미사를 남편의 이름에 붙이고 남편의 전체 이름과 자신의 전체 이름을 합친 '페퇴피 샨도르네 센드레이 율리어(헝가리어: Petőfi Sándorné Szendrey Júlia)'를 자신의 새로운 이름으로 사용할 수 있다.[주석 2]
- 율리어는 남편의 성씨와 자신의 이름을 결합한 '페퇴피 율리어(헝가리어: Petőfi Júlia)'를 자신의 새로운 이름으로 사용할 수 있다.

남성과 여성의 결혼 후 이름 선택에 관해 다른 기준을 적용했던 기존의 법이 성차별적이라는 이유로 위헌판결을 받으면서 2004년 남성의 결혼 후 이름 선택권이 추가된 개정안이 적용되었다. 해당 개정안은 남편의 이름 결정 방식을 다음과 같이 규정하고 있다.
- 샨도르는 자신의 결혼 전 이름 '페퇴피 샨도르'를 결혼 후에도 그대로 사용할 수 있다.
- 샨도르는 아내의 성과 그의 이름을 합친 '센드레이 샨도르(헝가리어: Szendrey Sándor)'를 자신의 새로운 이름으로 사용할 수 있다.
- 남편과 아내의 성을 붙임표를 통해 연결하는 것도 가능하다. 위의 사례의 경우 샨도르와 율리어 부부는 새로운 성 '페퇴피센드레이(헝가리어: Petőfi-Szendrey)' 또는'센드레이페퇴피(Szendrey-Petőfi)'를 사용할 자격이 주어진다. 이때 새로운 성을 사용하지 않아도 기존의 성을 계속 유지할 수 있다.

'센드레이페퇴피 샨도르(헝가리어: Szendrey-Petőfi Sándor)'와 '페퇴피센드레이 율리어(헝가리어: Petőfi-Szendrey Júlia)'처럼 붙임표를 통해 새로운 성을 만들때 상대방의 성씨를 자신의 결혼 전 성씨보다 먼저 연결하는 것과 '센드레이 샨도르(헝가리어: Szendrey Sándor)'와 '페퇴피 율리어(헝가리어: Petőfi Júlia)'처럼 부부가 성을 교환하는 것은 허용되지 않는다. 또한 헝가리인들은 성을 붙임표를 사용하는 방식으로 최대 2개까지 가질 수 있으며 만약 결혼할 상대가 성을 2개 가지고 있을 경우(붙임표를 사용한 성을 가지고 있을 경우) 이들은 어떠한 성을 사용할 것인지 서로 의논을 나눠야 한다.
신랑과 신부는 모두 결혼식에서 자신들이 어떤 성을 사용할 것인지, 그리고 자녀들이 어떤 성을 사용할 것인지 밝혀야 한다. 이러한 결정은 첫번째 자녀의 탄생 이전까지 변경이 가능하며 자녀들은 만약 어떠한 성을 가질 것인지에 관한 내용이 혼인 증서에 있다면 양가의 성을 모두 받을 수 있지만 반드시 동일한 성을 가져야 한다. 자녀들은 2004년 법률 개정 이후 붙임표를 사용한 성을 받을 수 있게 되었지만 오직 부모가 부부별성을 유지하고 있을 때에만 붙임표성을 사용할 수 있다. 헝가리인 아이들은 대부분 아버지의 성을 받지만 붙임표를 사용한 성을 사용하는 사람들도 있다.
동성결혼은 헝가리에서 불법이며 이들은 개명 증서를 통해 성씨를 개명하지 않는 이상 법적으로 서로의 성씨를 사용할 수 없다.

### 헝가리 여성들의 일상생활에서의 이름
'페퇴피 샨도르네(헝가리어: Petőfi Sándorné)'처럼 헝가리인 여성이 남편의 이름을 자신의 새로운 이름으로 받아들일 경우 그녀가 이전까지 사용하던 이름은 법적 효력을 상실하고 공식 석상에서 사용할 수 없지만, 결혼 이후에도 사적인 자리에서는 사용이 가능하다. 그러므로 라디오 방송가와 같은 사람들은 다른 사람들이 이러한 여성들을 어떻게 불려야 하는지 자세히 언급하기 위해 '코바치 야노슈네, 율리 아주머니(헝가리어: Kovács Jánosné, Juli néni)'와 같은 방식을 사용한다. 헝가리어에서는 자신보다 나이가 많은 어른들을 정중하게 언급하거나 아이들이 어른들을 지칭할 때 '아주머니'를 의미내는 단어 "네니(헝가리어: Néni)"와 '아저씨'를 의미하는 단어 "바치(헝가리어: Bácsi)" 등 친족 관계를 나타내지 않는 중립적인 단어를 사용한다.
한편 -né 접미사식 이름을 공식적으로 사용하고 있는 일부 여성들은 그들을 지칭할 때 헷갈리는 것을 막기 위해 '코바치 야노슈네(헝가리어: Kovács Jánosné)'가 아닌 '코바치 율리어(헝가리어: Kovács Júlia)', '코바치네 율리어(헝가리어: Kovácsné Júlia)'처럼 남편의 성씨와 자신의 원래 이름을 결합해서 자신들을 소개하는 경우도 있다.
만역 여성이 남편의 전체 이름을 자신의 새로운 이름으로 받아들일 경우, 이들 부부는 '페퇴피 샨도르와 부인(헝가리어: Petőfi Sándor és neje 페퇴피 샨도르 에시 네예[*])'과 같은 방식으로 지칭될 수 있다. 이러한 방식은 영어의 '존 스미스씨와 부인(영어: Mr. and Mrs. John Smith)' 방식과 동등하며 헝가리의 공동 묘지에 있는 묘비들에서 찾아볼 수 있다.

## 이름 작명에 대한 헝가리 법률 지침
헝가리 시민의 자격을 가진 아이들은 일반적으로 1개의 성을 가지며 붙임표를 사용한다면 법적으로 성을 2개까지 가질 수 있고, 세례명을 제외하고 법적으로 최대 2개의 이름을 가질 수 있다. 이름은 부모가 직접 지어주거나 헝가리언어학연구소에서 규정한 헝가리인들이 사용할 수 있는 공식 이름 명단에서 이름을 선택해 지어진다. 만약 공식 명단에 없는 이름을 지어주고자 할 경우 부모들은 헝가리언어학연구소에 해당 이름의 사용을 승인해달라는 요청서를 작성해야 하며 연구소는 내부 지침에 따라 해당 이름의 사용 여부를 평가한다. 만약 해당 이름이 부정적인 의미를 담고 있거나, 지나치게 축약되어 있고, 쓰고 발음하기 어렵거나, 이름만으로 성별을 확인하기 어려울 경우 연구소는 해당 이름의 사용을 반려한다. 연구소의 승인을 받은 이름은 헝가리인들이 사용할 수 있는 공식 이름 명단에 즉시 등록되며 이러한 명단은 주기적으로 업데이트된다.
헝가리인들은 헝가리어가 아닌 다른 언어에서 유래한 이름들도 사용할 수 있고 이러한 이름들은 헝가리인들이 사용할 수 있는 공식 이름 명단에 등록되기도 하지만 반드시 헝가리어 철자와 문법에 맞게 변형되어야 한다. 영어식 이름 '제니퍼(영어: Jennifer)'가 변환된 '제니페르(헝가리어: Dzsenifer)', 영어식 이름 조(영어: Joe)'가 변환된 '조(헝가리어: Dzsó)'가 이러한 이름들에 해당된다. 
헝가리의 소수민족 출신 사람들이 자녀들의 이름을 짓고자 할 경우 이들은 헝가리 법률에서 규정하는 작명방식 외에 그들 고유의 문화에서 사용하는 작명방식대로 자녀들의 이름들을 지을 수 있으며 헝가리의 소수민족 관리부에서 관리하는 사용 가능한 공식 이름 명단 속 지침을 반드시 준수해야 한다. 만약 아이들의 부모 중 한 명, 또는 부모가 모두 비헝가리 시민일 경우 자녀의 이름은 헝가리가 아닌 부모의 국가에서 관리하는 작명 기준에 따라 지어질 수 있다.

## 다른 언어들에서 다루는 헝가리 이름
헝가리 이름들은 헝가리가 아닌 다른 나라들에서는 일반적으로 유럽에서 사용하는 다른 언어들처럼 '이름-성 순서'를 따라가는 "서양식 작명법"으로 인식되고 있으며 '페렌츠 푸스카스'라는 스페인어식 표기로도 알려진 푸슈카시 페렌츠처럼 헝가리어가 아닌 다른 나라의 언어로 해석되기도 한다.
영어와 같이 헝가리어가 아닌 다른 언어들을 사용하는 학술출판물들에서는 각각의 스타일 가이드마다 헝가리 이름들을 어떻게 다루어야 하는지 세부 지침들을 마련하고 있다. 예를 들어 2010년에 확정된 16번째 시카고 매뉴얼 오브 스타일에서는 헝가리 이름들에 관해 "서양식 작명법"을 사용하되 헝가리어에서 사용하는 문장 부호들을 명시하라고 명시하고 있다.
8.13 Hungarian names. In Hungarian practice the family name precedes the given name — for example, Molnár Ferenc, Kodály Zoltán. In English contexts, however, such names are usually inverted — Ferenc Molnár, Zoltán Kodály [...]

헝가리 이름들은 영어 이름들과 마찬가지로 색인할 때 성이 먼저 오는 "동양식 작명법"대로 색인된다.
한국어 위키백과에서는 제목 선택하기 지침을 따라 헝가리인들의 문서 제목을 설정할 때 "서양식 작명법"이 아닌 "동양식 작명법"을 사용하고 있으며 틀:헝가리 이름을 통해 헝가리인들의 이름에 관해 보충 설명을 작성하고 있다.

## 비헝가리어 이름들의 헝가리 내 표기 방식
헝가리에서는 20세기 이전에 비헝가리어 이름들을 일반적으로 헝가리어로 번역하고 헝가리어로 발음했다. 가령 쥘 베른은 '베르네 줄러(헝가리어: Verne Gyula)'로 변환되었다.
오늘날 헝가리에서는 헝가리인이나 한국인처럼 "동양식 작명법"을 사용하는 국가 출신 사람들이 아닐 경우 자국에서 사용하는 "동양식 작명법"을 이들의 이름에 적용하지 않는다. 예를 들어 영국의 정치인 "Keir Starmer"는 "Keir Starmer" 그대로 헝가리어 문서에 사용된다. 그러나 헝가리의 역사와 관련된 인물이거나 역사적으로 중요한 인물들의 경우 장 칼뱅이 '칼빈 야노시(헝가리어: Kálvin János)'로 번역되는 것처럼 이들의 이름들은 헝가리어식으로 변형되어 사용되기도 한다. 역사적 인물들 외에 한국어, 일본어, 중국어, 그리스어 등등 로마자를 사용하지 않는 언어 출신 이름들의 경우에도 해당 이름들은 원어 발음에 맞춰 헝가리어로 번역되어 사용된다.
헝가리에서는 국가원수들을 지칭할 때 이들이 군주나 왕족일 경우 이들의 이름을 헝가리어로 번역해 사용한다. 예를 들어 엘리자베스 2세는 'II. 에르제베트(헝가리어: II. Erzsébet)'로, 교황 베네딕토 16세는 'XVI. 베네데크 파퍼(헝가리어: XVI. Benedek pápa)'로 번역된다. 그러나 피델 카스트로, 조 바이든처럼 군주가 아닌 국가원수들에는 이러한 번역이 적용되지 않는다.

### 내용주
1. ↑  헝가리어에서 -né 접미사는 "~의 아내"라는 의미를 가지고 있으며 영어의 "Mrs."에 대응한다.
2. ↑  이러한 이름은 사용하기에 너무 길어 오늘날에는 많이 사용되지 않고 있다.

### 참조주
1. ↑  Trask, Robert Lawrence (1997). 《The history of Basque》 (영어). 라우틀리지. ISBN 9780415867801. 2024년 7월 29일에 확인함.
2. ↑  Miller, Stefanie. “Hungarian First Names”. 《familyeducation.com》 (영어). 2024년 7월 29일에 확인함.
3. ↑  “1952. évi IV. törvény a házasságról, a családról és a gyámságról”. 《jogtar.hu》 (헝가리어). 2024년 7월 29일에 확인함.
4. ↑  “PTK Negyedik könyv: Családjog / IV. cím: A házastársak személyi viszonyai /IV. fejezet: A házastársak névviselése”. 《birosag.hu》 (헝가리어). 2024년 7월 29일에 확인함.
5. ↑  “Anyakönyvi bejegyzésre alkalmasnak minősített utónevek jegyzéke”. 《헝가리언어학연구소》 (헝가리어). 2024년 7월 29일에 확인함.
6. ↑  “Névadási tanácsadás”. 《헝가리언어학연구소》 (헝가리어). 2024년 7월 29일에 확인함.
7. ↑  “16.78: Indexing Hungarian names”. 《시카고 매뉴얼 오브 스타일》 (영어). 2024년 7월 29일에 확인함.
8. ↑  “Indexes: A Chapter from The Chicago Manual of Style” (pdf). 《시카고 매뉴얼 오브 스타일》 (영어). 2024년 7월 29일에 확인함.